# Спомен-биста Јаши Продановићу у Београду
Спомен-биста Јаши Продановићу је споменик у Београду. Налази се  на Калемегдану у општини Стари град.

## Опште карактеристике
Спомен-бисту израдио је српски академски вајар Сретен Стојановић, 1958. године. Биста је посвећена Јаши Продановићу (Чачак, 23. април 1867 — Београд, 1. јун 1948) српском политичару, публицисти и књижевнику.